# Жалуды
Жалуды (с бел. — «Желуди») — музыкальный сборник произведений белорусскоязычных рэп-исполнителей, выпущенный в 2013 году.

## Создание и выпуск
Сборник был издан на лейблах MZ production и «Вигма». Презентация диска состоялась 26 февраля 2013 года в Минске. На CD были собраны песни более десятка исполнителей, в том числе Vinsent, Вожык, IQ48, Zeman и другие.
23 октября 2013 года в качестве интернет-релиза вышло дополнение к сборнику, в котором приняли участие Макс Корж и группа ЛСП со своими белорусскоязычными композициями.